# 노벨 바이오케어
노벨 바이오케어(영어: Nobel Biocare)는 덴탈임플란트 제조를 주력으로 하는 스위스의 기업으로, 원래 스웨덴에서 설립되었다. 현재는 스위스 취리히 공항 인근의 클로텐에 본사를 두고 있다. 노벨 바이오케어는 1978년 스웨덴 의학 연구원이었던 페르잉바르 브라네마크 교수와 스웨덴 회사인 보포스 간의 파트너십으로 시작되어 브라네마르크가 발견한 골유합을 산업화하기 위해 설립되었다.
노벨 바이오케어의 핵심 사업은 치아 상실 치료에 사용되는 덴탈임플란트 및 관련 제품(어버트먼트, 크라운, 브릿지 등)의 제조이다.